# Robert Stock

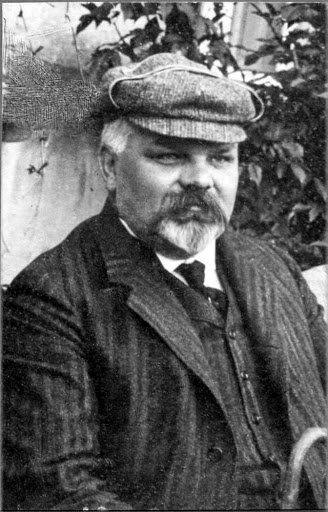
Robert Stock
(Datum unbekannt)

Carl Christian Robert Stock (* 4. April 1858 in Hagenow, Mecklenburg; † 13. Juli 1912 auf Gut Sophienwalde, Landkreis Kolberg-Körlin, Pommern) war ein deutscher Schlosser. Er war ein Pionier der Telekommunikation und Berliner Unternehmer.

## Die frühen Jahre
Robert Stock wurde als Sohn eines Hagenower Schlossermeisters geboren. Nach der Schule lernte er in der väterlichen Werkstatt den Beruf des Schlossers. Anschließend ging er, wie damals üblich, als Geselle drei Jahre auf Wanderschaft um sein Wissen und seine Fähigkeiten zu erweitern. Von 1878 bis 1880 absolvierte Stock seinen Militärdienst, wo er in der Büchsenmacherei seines Regiments eingesetzt wurde. Anschließend kehrte er in die Werkstatt seines Vaters nach Hagenow zurück. Er arbeitete in dieser Zeit am Bau der zentralen Weichenstellung für den Bahnhof Hagenow Stadt mit.

## Berliner Zeit

### Die Deutschen Telephonwerke
Im Herbst 1882 ging Stock nach Berlin und fand zunächst eine Anstellung als Einrichter und Dreher in der Werkzeugmaschinenfabrik von Ludwig Loewe in der Berliner Luisenstadt. Später wechselte er als Mechaniker in die Telegraphenbau-Anstalt der Gebrüder Naglo, ebenfalls in der Luisenstadt. Im Oktober 1885 heiratete Stock und wechselte 1886 erneut die Arbeitsstelle, diesmal zur Telegraphenbau-Anstalt und Telegraphendraht-Fabrik von Mix & Genest. Um das Familieneinkommen zu verbessern, nehmen Stock und seine Frau das Angebot seines Arbeitgebers an, zusätzlich Blitzspindeln in Heimarbeit zu wickeln. Mit Mix & Genest schloss Stock Anfang 1887 einen Vertrag über die Lieferung von Blitzspindeln und machte sich mit seiner Blitzspindelei selbständig. Da seine Produkte präziser gearbeitet und billiger als die der Konkurrenz waren, konnte Stock bald auch andere Unternehmen mit Blitzspindeln beliefern. Bereits am 11. Mai 1887 konnte er einen eigenen Mechaniker einstellen und gründete in der Stallschreiberstraße eine „Firma für Spulen, Fernhörer und Klingeln“, die Deutsche Telephonwerke R. Stock & Co. (DeTeWe). Dieser Tag gilt seither als Gründungstag von DeTeWe. Ende 1887 beschäftigte Stock bereits fünf Mitarbeiter; 1888 erhöhte sich die Mitarbeiterzahl auf 18 Arbeiter. Außerdem zog er in eine größere Werkstatt in der Luckauer Straße um. Um weiter expandieren zu können, nahm Stock 1889 zur Kapitalerhöhung einen Teilhaber mit 19.000 Reichsmark auf, mietete zwei Werketagen in der Buckower Straße und erhöhte die Mitarbeiterzahl auf 66. Da Vielfachumschalter für Telefonvermittlungsämter bis dahin nur in den USA hergestellt wurden und importiert werden mussten, entschloss sich Stock 1891, diese Marktlücke in Deutschland zu schließen und die Umschalter in seinem Unternehmen zu produzieren. Dadurch wuchs sein Unternehmen bis 1893 auf 230 Arbeiter. Da sein Teilhaber das Risiko des schnellen Wachstums des Unternehmens nicht mehr mittragen wollte, zahlte Stock ihn mit 250.000 Reichsmark aus. Erneut wechselte er die Produktionsstandorte, zunächst 1892 in die Waldemarstraße und schließlich 1894/1895 in die Zeughofstraße. Hier befindet sich noch heute der Firmensitz der DeTeWe.
Der Grund für Stocks Erfolg lag darin, dass er den Trend der damaligen Zeit erkannte und in die sich gerade entwickelnde Fernsprech- und Telegraphiebranche investierte. Außerdem übertrug er das Prinzip der industriellen Massenfertigung bei sehr guter Qualität, das er während seiner Zeit bei Julius Loewe kennengelernt hatte, aus der Metallindustrie auf die damals noch junge elektrotechnische Industrie. Weiterhin nutzte er die Mitarbeitermotivation für seinen Erfolg. Im Akkord konnten seine Arbeiter Wochenlöhne von 50 Reichsmark plus 5 Reichsmark Akkordprämie erreichen, Mechaniker bis zu 100 Reichsmark pro Woche. Seinem Prokuristen und Entwicklungsingenieur Emil Bernhöft zahlte er ein Monatsgehalt von 1000 Reichsmark. Zu Beginn des 20. Jahrhunderts waren das die höchsten Löhne und Gehälter der Branche. Auf der anderen Seite war Stock aber bei Verstößen gegen die Arbeitsordnung unnachsichtig. Zu spät kommende Arbeiter wurden nicht selten fristlos gekündigt.
Stock konnte seine guten Beziehungen zum Reichspostamt und dessen Leiter, Heinrich von Stephan, für sich nutzen. So konnte er sich 1893 Großaufträge für die Errichtung von Fernsprechämtern in Charlottenburg, Leipzig, Hannover und Stettin sichern. 1896 errichtete er auf der Berliner Gewerbe-Ausstellung in einem Pavillon ein Verbindungsamt, das die Besucher in die Geheimnisse der Telefonie einführen sollte. Als Folge seines Engagements bei der Gewerbeausstellung erhielt Stock von der Reichspost den Auftrag, weitere Fernsprechgroßämter zu errichten. Im folgenden Jahr hatten sich die Konstruktionen aus Stocks Fabrikation gegen die der Konkurrenz durchgesetzt. 1899 wandelte Stock die DeTeWe in eine GmbH (Deutsche Telephonwerke R. Stock & Co. GmbH) um und wurde Aufsichtsratsmitglied. Bereits im Jahr 1900 schied er wieder aus dem Unternehmen aus.

### Die Spiralbohrerfertigung
Bei der Fertigung von Fernsprechtechnik fiel eine hohe Anzahl von Bohrungen kleiner Durchmesser in hoher Präzision an. Um die benötigten Qualitätsstandards zu erreichen, importierte Stock die Bohrer zunächst aus den USA. Da er nicht von überseeischen Importen abhängig sein wollte, ließ er bei seinem ehemaligen Arbeitgeber Julius Loewe bereits 1891 eigene Versuchsbohrer fräsen. 1893 kaufte er, um die amerikanischen Qualitätsstandards zu erreichen, in den USA zwei Spiralbohrerfräsmaschinen. Er überarbeitete und verbesserte diese Maschinen und konnte so Spiralbohrer, sogenannte Stockbohrer, für den eigenen Bedarf fertigen. Er ging wegen des großen Bedarfs dazu über, Bohrer für den Verkauf zu produzieren. Die dazu benötigten Maschinen stellte der hauseigene Maschinenbau her. 1895 gliederte Stock die Spiralbohrerfertigung in ein eigenes Unternehmen aus, die R. Stock & Co G.m.b.H. Spiralbohrerfabrik, die zunächst noch bei DeTeWe in der Zeughofstraße produzierte. 1902 siedelte Stock das Unternehmen in die Köpenicker Straße um, verkaufte die Fabrik aber bereits 1903 für 2 Millionen Reichsmark an die DeTeWe. Mit dem Verkauf verpflichtete sich Stock, künftig kein Unternehmen mehr zu gründen, das Spiralbohrer herstellt, oder sich an solchen Unternehmen zu beteiligen.
Lange Zeit nach dem Tod von Robert Stock übernahm 1938 die R. Stock & Co., Spiralbohrer-, Werkzeug- und Maschinenfabrik AG einen in Frankfurt ansässigen Betrieb von Spiralbohrern von Günther & Kleinmond und hatte eine Fertigung in Berlin-Marienfelde. 1969 wurden Betriebsteile aus Frankfurt in die Fertigung von Präzisionsbohren nach Berlin zurückgeführt. Noch im 21. Jahrhundert werden dort von der „R. Stock AG“ und der „G–ELIT Präzisionswerkzeug-Gesellschaft mit beschränkter Haftung“ Bohrer, Fräser und andere Präzisionswerkzeuge an der Firmenadresse Lengeder Str. 29–35, Berlin, Reinickendorf hergestellt.

### Die Kabelfertigung
Ähnlich wie bei den Spiralbohrern war Stock auch bei Kabeln bestrebt, eine möglichst große Unabhängigkeit von Zulieferern zu erlangen. Zunächst musste Stock für die Fertigung der Vielfachumschalter teure Kabel und Drähte der Firma Felten & Guilleaume beziehen. Daher begann er auch in diesem Unternehmensfeld, eigene Produkte herzustellen. 1897 ließ er in Oberschöneweide die R. Stock’sche Kabelwerke Aktiengesellschaft Oberschöneweide errichten, wo er dann nicht nur für den Eigenbedarf Kabel produzieren ließ. Die Kabelfabrik verkaufte Stock bereits 1900 wieder.

### Die Motorpflugfertigung
Nach seinem Rückzug aus der Telefonfertigung zog sich Stock u. a. auf sein Gut Sophienwalde bei Kolberg (Pommern) zurück. Um die Erträge seiner Landwirtschaft zu steigern, informierte er sich umfassend über die Möglichkeiten der Bodenbearbeitung. Da er den damals gebräuchlichen Dampfpflug als zu schwerfällig und unrationell fand, konstruierte er 1905 einen Motorpflug mit einem 6-PS-Verbrennungsmotor und 3 Pflugscharen. Für die von ihm konstruierte Höheneinstellung der Pflugschare erhielt Stock 1909 ein Reichspatent. Entscheidenden Anteil an der Entwicklung des Motorpflugs hatte wahrscheinlich Stocks Ingenieur Carl Gleiche. Mit dem sogenannten Stock-Pflug setzte sich die Motorisierung der Landwirtschaft durch. 1911 begann auf dem Fabrikgelände in der Berliner Köpenicker Straße die Motorpflugproduktion durch die Stock Motorpflug GmbH, die schon bald bis zu zwei Maschinen pro Tag produzierte und damit Marktführer im Deutschen Reich wurde. Allerdings konnte sich der Stock-Pflug in der Landwirtschaft nicht durchsetzen. Das Rennen machten die in Nordamerika bewährten Schlepp-Pflüge. 1921 übernahm die Stock-Motorpflug A.-G. die Maschinenfabrik Podeus und verlagerte ihre Produktion von Raupenschleppern nach Wismar. Die Produktion von Stock-Motorrädern begann 1924 in Berlin; die spätere Stock-Motorrad-AG produzierte bei der Heidelberger Druckmaschinen AG und wurde 1934 geschlossen. Nach überstandener Wirtschaftskrise und Umfirmierungen wurde 1935 der „Stock-Diesel-Schlepper“ als Radtraktor vorgestellt. 1943 wurde durch Kriegseinwirkung das Werk der Stock-Motorpflug-Gesellschaft vollständig zerstört.

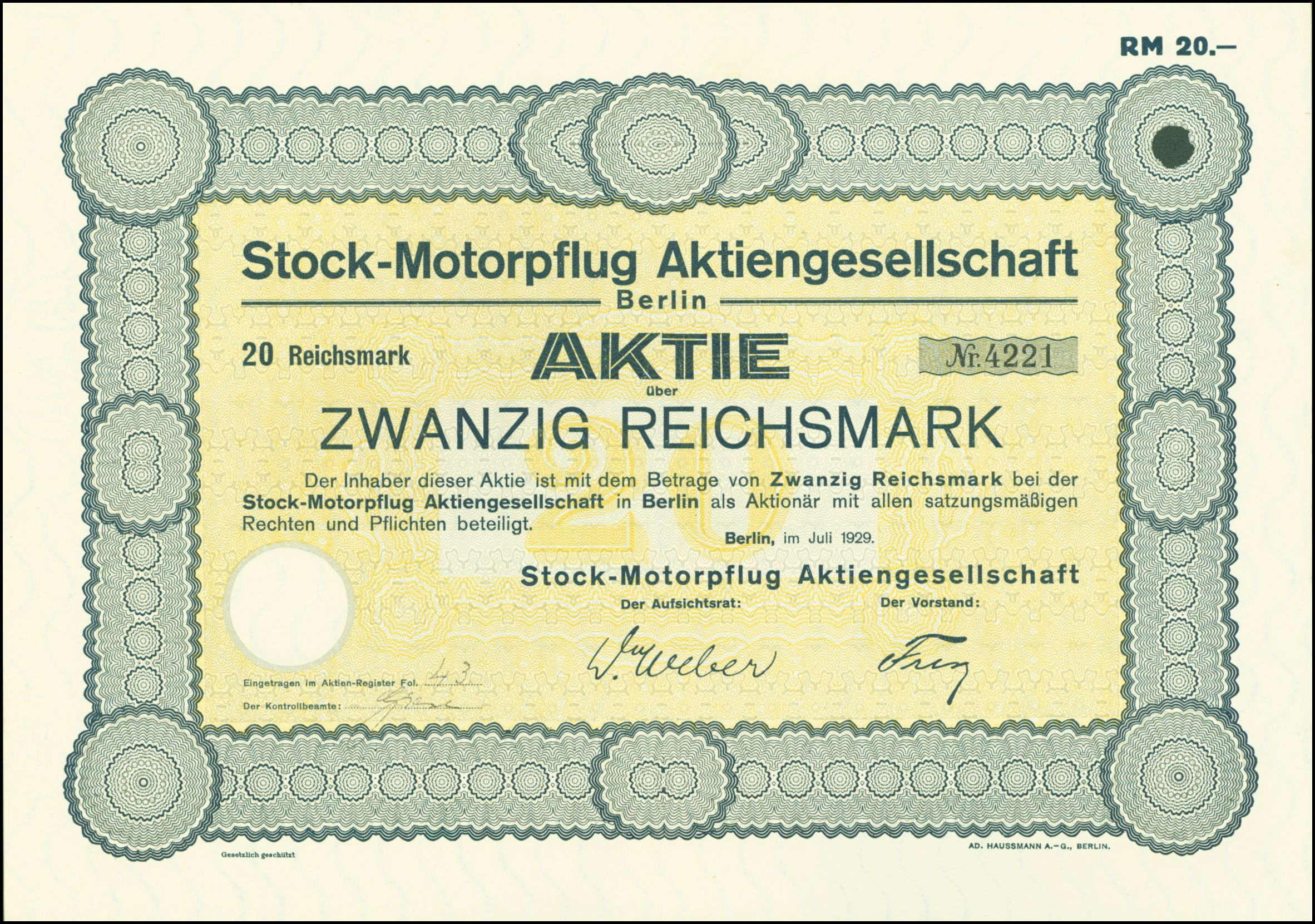
Aktie über 20 RM der Stock-Motorpflug AG vom Juli 1929
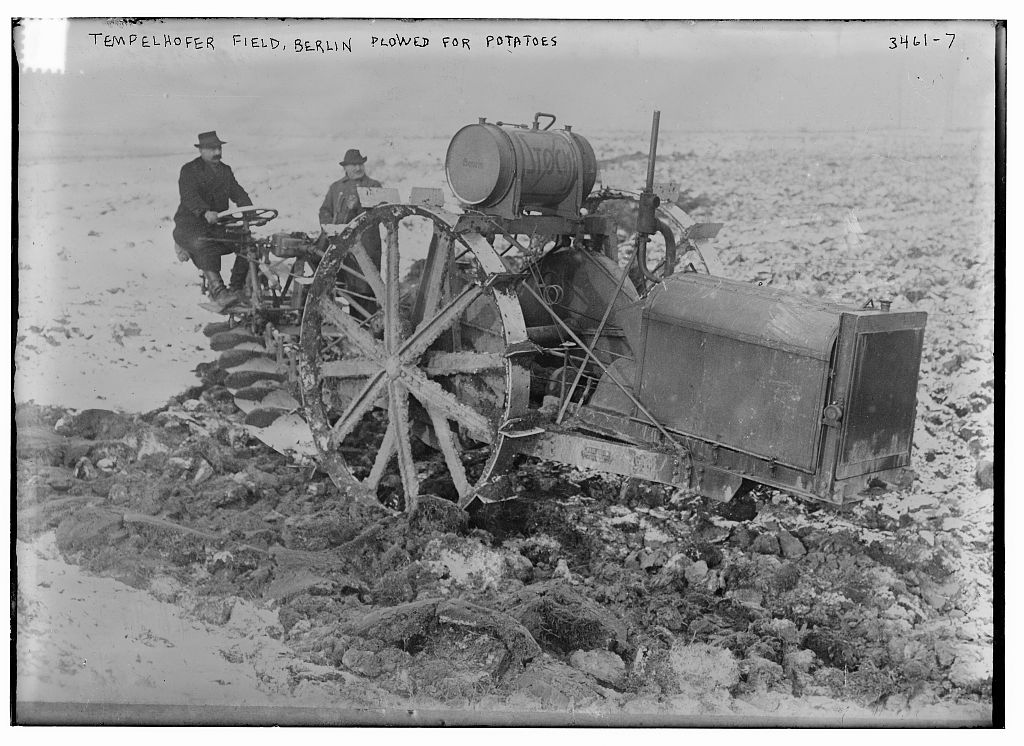
Stock-Motortragpflug aus den 1910er Jahren
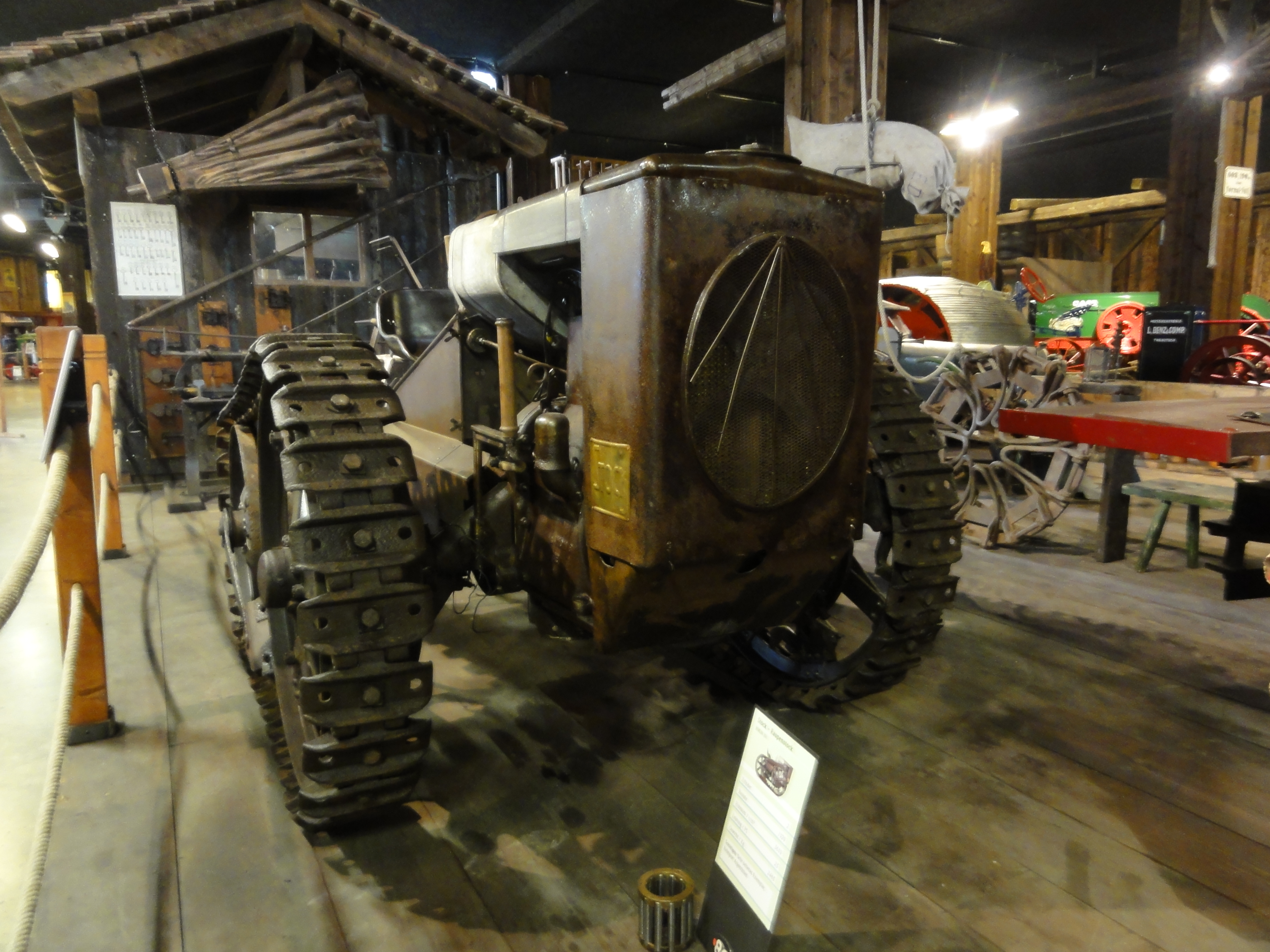
Stock-Raupenschlepper von 1929
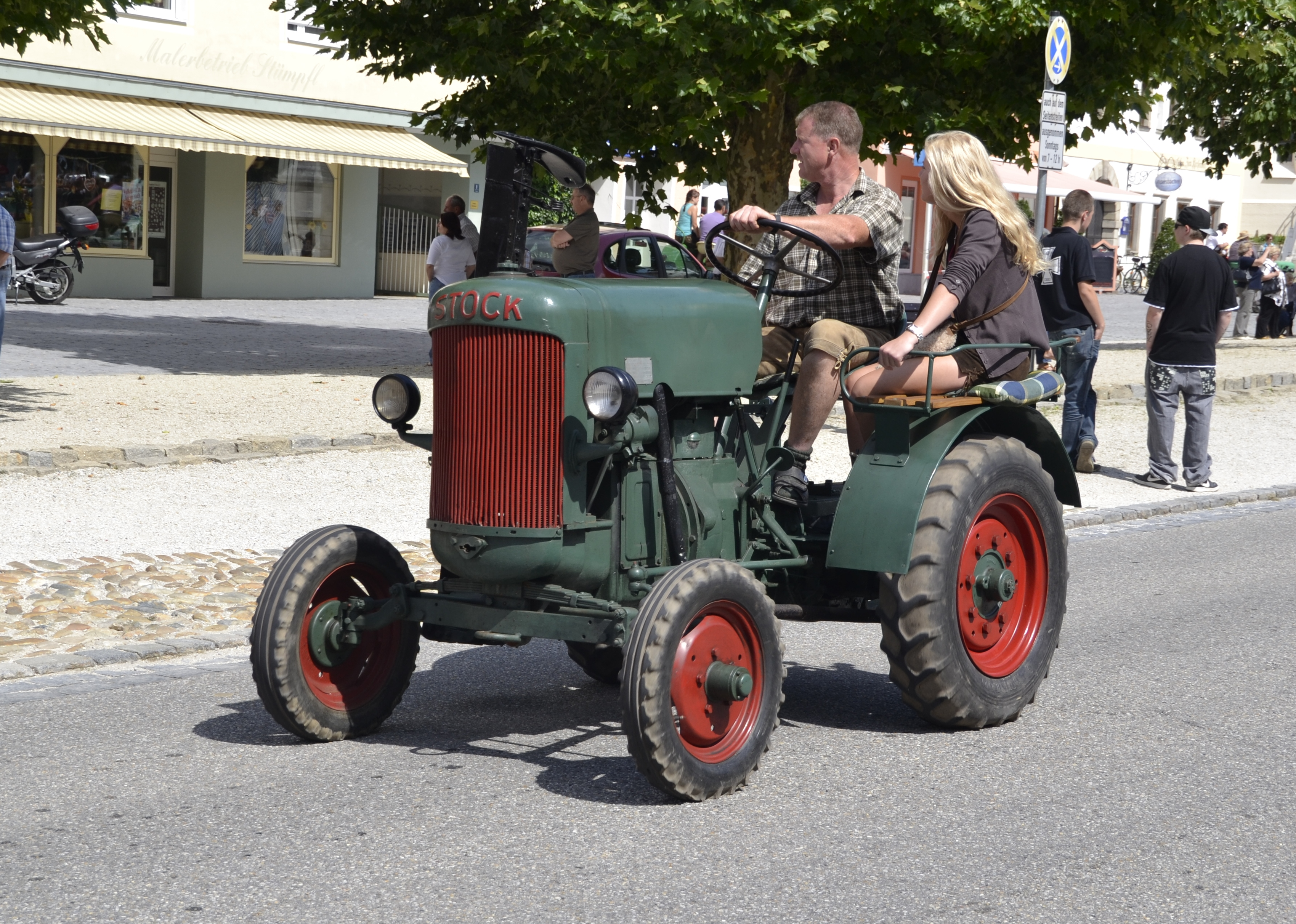
Stock-Traktor aus den 1930er Jahren
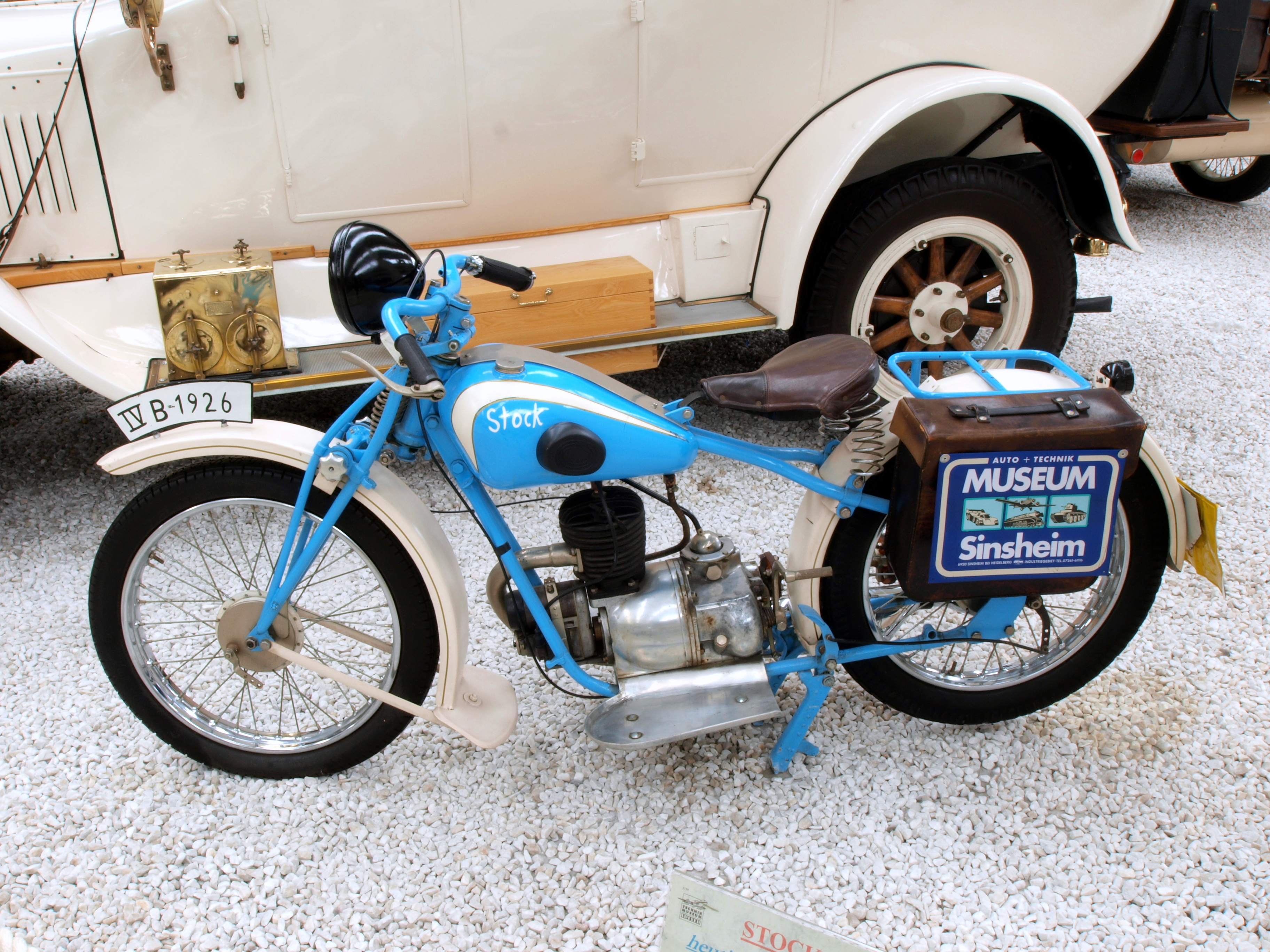
Stock-Motorrad

## Die späten Jahre

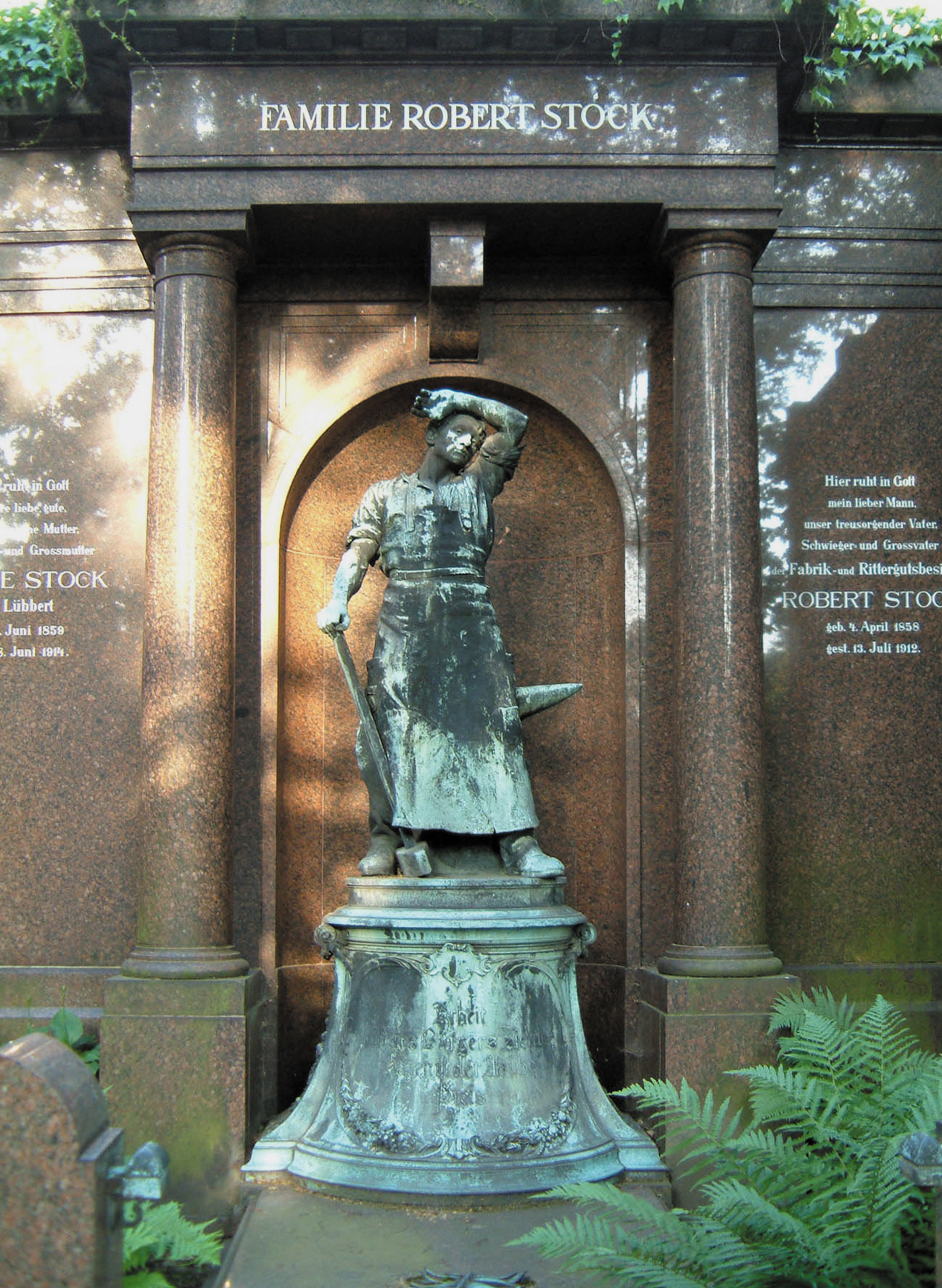
Der ausruhende Schmied, Grab des Robert Stock (1858–1912)

Nach seinem Rückzug aus der Telefonanlagen-, Spiralbohrer- und Kabelfertigung kaufte er in Berlin ab 1901 zahlreiche Immobilien, z. B. Mietshäuser in der Köpenicker Straße, Wallstraße, Andreasstraße und Koppenstraße. Außerdem erwarb er vier Rittergüter in den Brandenburger Landkreisen Oberbarnim, Niederbarnim und Zauche-Belzig sowie in Pommern bei Kolberg. Das pommersche Gut nannte Stock nach seiner Ehefrau Sophienwalde, es wurde 1905 zu einem eigenen Forstgutsbezirk Sophienwalde.
Bis 1894 wohnte er mit seiner Familie stets an den Firmenstandorten, dann am Elisabethufer (heute Erkelenzdamm) und ab 1896 in seiner Villa in Berlin-Treptow. Mit nur 54 Jahren verstarb Robert Stock 1912 auf seinem pommerschen Gut unerwartet an den Folgen eines Herzleidens. Sein opulentes Wandgrab mit einer Bronzestatue eines ausruhenden Schmieds von Gerhard Janensch und dem Wahlspruch Arbeit ist des Bürgers Zierde, Segen ist der Mühe Preis befindet sich auf dem Luisenstädtischen Friedhof in Berlin-Kreuzberg.

## Nachwirkung

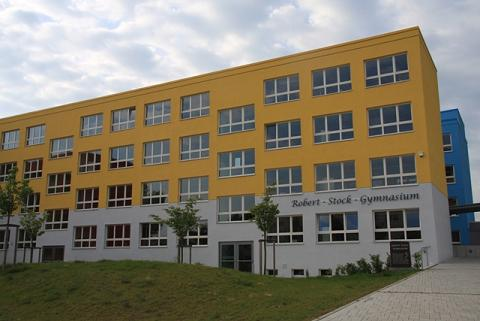
Robert-Stock-Gymnasium im Schulzentrum Hagenow

Nach Robert Stock wurden in Hagenow, in Schwerin und im brandenburgischen Ahrensfelde Straßen benannt.
Das Robert-Stock-Gymnasium in Hagenow trägt seit 1999 ebenfalls seinen Namen.